# Clematis thalictroides
Clematis thalictroides là một loài thực vật có hoa trong họ Mao lương. Loài này được Steud. mô tả khoa học đầu tiên năm 1856.